# Hayoung
Oh Ha-young (en hangul, 오하영; en hanja, 吳夏榮; Gangseo-gu, Seúl, 19 de julio de 1996), más conocida como Hayoung (하영), es una cantante y actriz surcoreana. Hizo su debut en la industria musical en marzo de 2011 como miembro del grupo femenino Apink. Comenzó su carrera actoral a través de una participación en la serie de televisión Please Find Her. En agosto de 2019, debutó como solista con el miniálbum Oh!.

## Biografía y carrera

### 1996-2011: Primeros años e inicios en su carrera musical
Hayoung nació el 19 de julio de 1996 en Gangseo-gu, Seúl, Corea del Sur. Asistió a Shinwol Middle School y a la Escuela de Artes Escénicas de Seúl. Durante su séptimo grado, audicionó para Cube Entertainment donde más tarde se convirtió en aprendiz. Oh decidió no comenzar la universidad después de graduarse de la secundaria para continuar con las actividades de su grupo.
Oh fue presentada como miembro de Apink el 21 de febrero de 2011. Debutó con su grupo en el programa M! Countdown de Mnet el 21 de abril de 2011, interpretando lacanciones «I Don't Know» y «Wishlist», que fueron incluidas en el EP debut Seven Springs of Apink.

### 2014-presente: Actividades en solitario y debut como solista
En 2014, apareció en el programa Weekly Idol como presentadora junto con a Bomi. En agosto de 2015, fue nombrada como copresentadora en Weekly Idol junto con Mina —integrante de AOA en ese momento— y N de VIXX, a partir del 2 de septiembre.
En 2016, se unió al elenco femenino del programa Law of the Jungle de SBS, que tuvo lugar en las selvas de Papúa Nueva Guinea. En noviembre del mismo año, se reveló que Oh debutaría como actriz en el sitcom Brother Jeongnam —retitulado como Find Her—  que fue transmitido en KBS World.
En 2018, protagonizó el drama web Love in Memory (사랑, 기억 에 머물다), interpretando a Yoo Ha-ri, que se emitió del 14 al 19 de febrero. Repitió su papel como Hari en la secuela Love, in Time (사랑, 시간 에 머물다), que se estrenó en Danaflix el 25 de junio y se proyectó en todo el país en los cines Danaflix durante cuatro semanas a partir del 27 de junio.
El 21 de agosto de 2019, Hayoung hizo su debut en solitario con el miniálbum Oh!.

## Discografía

### EP
| Título | Detalles | Mejor posición | Ventas      |
| Título | Detalles | COR            | Ventas      |
| ------ | --- | -------------- | ----------- |
| Oh!    | - Lanzamiento: 21 de agosto de 2019 - Discográfica : Play M Entertainment - Formato(s): CD, descarga, streaming | 8              | - COR: 9083 |

### Canciones
| Título                                                                            | Año                    | Mejor posición         | Ventas                 | Álbum                  |                        |
| Título                                                                            | Año                    | COR                    | Ventas                 | Álbum                  |                        |
| Como artista principal                                                            | Como artista principal | Como artista principal | Como artista principal | Como artista principal | Como artista principal |
| --------------------------------------------------------------------------------- | ---------------------- | ---------------------- | ---------------------- | ---------------------- | ---------------------- |
| «Don't Make Me Laugh»                                                             | 2019                   | —                      | N/A                    | Oh!                    |                        |
| Banda sonora                                                                      |                        |                        |                        |                        |                        |
| «I'm Fine»                                                                        | 2020                   | —                      | N/A                    | Soul Mechanic OST      |                        |
| «–» indica que el lanzamiento no fue lanzado o no se posicionó en ese territorio. |                        |                        |                        |                        |                        |

### Composiciones
| Canción                       | Año  | Álbum       | Artista | Letras     | Letras | Música     | Música |
| Canción                       | Año  | Álbum       | Artista | Acreditado | Con    | Acreditado | Con    |
| ----------------------------- | ---- | ----------- | ------- | ---------- | ------ | ---------- | ------ |
| «What A Boy Wants»            | 2015 | Pink Memory | Apink   | Yes        | AK47   | No         | —      |
| «It's You» (그 봄날, 이 가을) | 2016 | Dear        | Apink   | Yes        | Eunji  | No         | —      |
| «Worry About Nothing»         | 2019 | Ella misma  | Oh!     | Yes        | —      | No         | —      |

## Filmografía

### Drama
| Año  | Título                   | Cadena          | Papel         | Nota(s)      |
| ---- | ------------------------ | --------------- | ------------- | ------------ |
| 2017 | Please Find Her          | KBS2, KBS World | Go Ha-young   | Protagonista |
| 2018 | Love, Stay in Memory     | NaverTV         | Yoo Ha-ri     | Protagonista |
| 2018 | Love, Stay in Time       | Danaflix        | Yoo Ha-ri     |              |
| 2021 | Starting Point of Dating | YouTube         | Choi Soo-yeon |              |

### Programas de variedad/telerrealidad
| Año                                   | Título              | Cadena                           | Notas                                                                     |
| ------------------------------------- | ------------------- | -------------------------------- | ------------------------------------------------------------------------- |
| 2011                                  | Apink News          | TrendE                           |                                                                           |
| 2011                                  | Birth Of A Family   | KBS2                             |                                                                           |
| 2011                                  | Apink News 2        | TrendE                           |                                                                           |
| 2012                                  | Apink News 3        | TrendE                           |                                                                           |
| 2012                                  | Weekly Idol         | MBC Every 1                      | Episodio 44                                                               |
| 2013                                  | Weekly Idol         | MBC Every 1                      | Episodio 104                                                              |
| 2014                                  | Weekly Idol         | MBC Every 1                      | Episodios 142 y 175                                                       |
| 2014                                  | Apink's Showtime    | MBC Every 1                      | [ 20 ]                                                                    |
| 2014                                  | Hello Counselor     | KBS World                        | con Apink (Naeun, Bomi y Namjoo)                                          |
| 2015                                  | Weekly Idol         | MBC Every 1                      | Episodios 192 y 193                                                       |
| 2015                                  | Weekly Idol         | MBC Every 1                      | Episodio 208                                                              |
| 2015                                  | Hello Counselor     | KBS World                        | con Eunji                                                                 |
| 2015                                  | Hello Counselor     | KBS World                        | Especial navideño                                                         |
| 2015─2016                             | Weekly Idol         | MBC Every 1                      | copresentadora con Mina de AOA y N de VIXX                                |
| 2016                                  |                     |                                  |                                                                           |
| Law of the Jungle in Papua New Guinea | SBS                 | Edición femenina (ep. 212 - 216) |                                                                           |
| Apink Extreme Adventure               | V-live              | [ 23 ]                           |                                                                           |
| Weekly Idol                           | MBC Every 1         | Episodio 271                     |                                                                           |
| Star Show 360                         | MBC Every 1         | Invitada con Apink               |                                                                           |
| 2017                                  | Running Man         | SBS                              | invitada; ep. 356                                                         |
| 2017                                  | King of Mask Singer | MBC                              | concursó como "Help Me Popeye Olive Girl", (ep. 119)                      |
| 2017                                  | Battle Trip         | KBS2                             | presentadora invitada (ep. #68-69) participó junto a Chorong (ep. #74-75) |
| 2018                                  | Pajama Friends      | Lifetime                         | Invitada, episodio 8-9                                                    |

### Apariciones en vídeos musicales
| Año  | Título de la canción | Artista | Papel   |
| ---- | -------------------- | ------- | ------- |
| 2017 | "Remember Me"        | Victon  | Hayoung |